# .tokyo

도메인 이름 tokyo는 인터넷 도메인 네임 시스템의 도쿄도에 대한 최상위 도메인(TLD)이다. 2013년 11월 13일, ICANN과 GMO 레지스트리는 GMO 레지스트리가 도쿄 TLD를 운영하는 레지스트리 계약을 체결했다.
다른 최상위 도메인과 마찬가지로 tokyo TLD는 도쿄도 외부에 거주하는 사람들이 등록할 수 있다.

## 같이 보기
- .jp